# آلتی‌اریق
آلتی‌اریق (به ازبکی: Oltiariq) یک منطقهٔ مسکونی در ازبکستان است که در شهرستان آلتی‌اریق واقع شده‌است. آلتی‌اریق ۲۷٬۷۸۲ نفر جمعیت دارد و ۵۲۰ متر بالاتر از سطح دریا واقع شده‌است.